# Islote Cabot
Die Islote Cabot (spanisch) ist eine kleine Insel vor der Nordspitze der Antarktischen Halbinsel. Sie liegt unmittelbar vor der Heroína-Insel im nordöstlichen Teil der Danger-Inseln.
Argentinische Wissenschaftler benannten sie. Der weitere Benennungshintergrund ist nicht überliefert. Möglicher Namensgeber ist der italienische Seefahrer Giovanni Caboto (englisch John Cabot).